# Jacques Richard (acteur)
 (mai 2024).
Si vous disposez d'ouvrages ou d'articles de référence ou si vous connaissez des sites web de qualité traitant du thème abordé ici, merci de compléter l'article en donnant les références utiles à sa vérifiabilité et en les liant à la section « Notes et références ».
Pour les articles homonymes, voir Richard et Jacques Richard.
Jacques Richard est un acteur français né le 10 mai 1931 à Levallois-Perret et mort le 8 août 2002 dans le 13e arrondissement de Paris.

## Biographie

### Jeunesse, Formation & débuts
Jacques Richard naît à Levallois-Perret (Hauts-de-Seine), 10 mai 1931.

### Carrière
D'un physique agréable, il se fait remarquer dans 14 épisodes (1967-69) de la célèbre série des années 1960 : Les chevaliers du ciel avec en vedettes Jacques Santi (Tanguy) et Christian Marin (Laverdure) dans lesquels il incarne de façon particulièrement vraisemblable le commandant instructeur Mounier... Curieusement, il avait commencé sa carrière cinématographique en 1952 avec un petit rôle dans une comédie parlant d'aviateurs : Deux de l'escadrille. Et 7 ans plus tard, il se retrouvera encore dans un autre film d'aviation : Normandie Niemen (1960) dans le personnage de Colin... Alors son physique, jeune, franc, ouvert, direct, agréable, le prédestinait-il à incarner des hommes de l'armée de l'air ?!...
Mais ces emplois furent loin d'être restrictifs et il interprétera de multiples et divers seconds rôles : Il fut ainsi Maurice dans la série quotidienne très regardée en 1965 entre 19h30 et 20h : Foncouverte.
Il sera l'adjoint au commissaire dans L'affaire Dominici en 1973, Armand dans Vincent, François, Paul... et les autres en 1974 ou Jourdan dans Quand la ville s'éveille en 1977 et Bouche d'or dans Les égouts du paradis en 1979...
Une bonne partie de sa carrière se fit sur le petit écran, tant pour des téléfilms (À corps perdu (1970), La falaise aux corneilles (1980), Spéciale dernière (1982), Le mariage blues (1985), Coma dépassé (1990), Le chameau blanc (1991)...) que dans des séries restées célèbres (Les Enquêtes du commissaire Maigret en 1973, Un juge, un flic en 1977, L'inspecteur mène l'enquête en 1978, Marcheloup en 1982, Le Paria en 1985, Les Cinq Dernières Minutes en 1987, Commissaire Moulin en 1989, Marie Pervenche en 1990, Morlock en 1996...).
Il a également fait du doublage, prêtant sa voix notamment à Gene Hackman ou à Robert Duvall.
En 2002, il fait sa dernière prestation dans la série Louis la Brocante en interprétant le rôle de René dans l'épisode Louis et la grande braderie. On peut voir alors sur son visage les stigmates de la maladie qui va, hélas, l'emporter dans la même année.

### Mort
Il meurt le 8 août 2002 à Paris, à l'âge de 71 ans. Il est inhumé au cimetière parisien de Bagneux (division 62).

## Filmographie

### Cinéma

#### Longs métrages
- 1952 : Deux de l'escadrille de Maurice Labro
- 1953 : Piédalu député de Jean Loubignac
- 1953 : Le Grand Pavois de Jack Pinoteau
- 1953 : Cet homme est dangereux de Jean Sacha
- 1956 : Reproduction interdite de Gilles Grangier
- 1956 : Nous autres à Champignol de Jean Bastia
- 1957 : L'Étrange Monsieur Steve de Raymond Bailly
- 1958 : Les Tripes au soleil de Claude Bernard-Aubert
- 1959 : Normandie-Niemen de Jean Dréville
- 1960 : Hold-up à Saint-Trop' de Louis Félix
- 1960 : La Croix des vivants d'Yvan Govar
- 1965 : Ne nous fâchons pas de Georges Lautner
- 1966 : Le facteur s'en va-t-en guerre de Claude Bernard-Aubert
- 1967 : Caroline chérie de Denys de La Patellière
- 1968 : Le Tatoué de Denys de La Patellière : un des pilleurs du château
- 1969 : Les Choses de la vie de Claude Sautet
- 1969 : Dernier Domicile connu de José Giovanni
- 1970 : Sortie de secours de Roger Kahane
- 1971 : Le Tueur de Denys de La Patellière
- 1972 : L'Attentat d'Yves Boisset
- 1972 : L'Affaire Dominici de Claude Bernard-Aubert
- 1973 : Femmes au soleil de Liliane Dreyfus
- 1974 : Vincent, François, Paul et les autres de Claude Sautet
- 1975 : Quand la ville s'éveille de Pierre Grasset
- 1975 : Partis pour la gloire de Clément Perron
- 1975 : Chronique des années de braise de Mohammed Lakhdar-Hamina
- 1975 : Docteur Françoise Gailland de Jean-Louis Bertuccelli
- 1975 : Le Guêpier de Roger Pigaut
- 1976 : Mado de Claude Sautet
- 1978 : Un si joli village d'Étienne Périer
- 1978 : Les Égouts du paradis de José Giovanni
- 1981 : Boulevard des assassins de Boramy Tioulong
- 1987 : La Maison de Jeanne de Magali Clément
- 1989 : Ripoux contre ripoux de Claude Zidi

#### Courts métrages
- 1971 : La Sécurité est un combat de Raymond Letouzey
- 1977 : Les Sentiers battus de Robert Salis

### Télévision

#### Séries télévisées
- 1965 : Foncouverte de Robert Guez, série télévisée : Maurice
- 1966 : Rouletabille, épisode Rouletabille chez les bohémiens de Robert Mazoyer : Andréa
- 1967 : Les Chevaliers du ciel (série télévisée) , série télévisée, : Le commandant Mounier
- 1973 : Les Enquêtes du commissaire Maigret, épisode : Mon ami Maigret de François Villiers
- 1977 : Un juge, un flic de Denys de La Patellière, première saison (1977), épisode : un taxi pour l'ombre : André Lavigne
- 1985 : Clémence Aletti de Peter Kassovitz : Albertini
- 1987 : Les Cinq Dernières Minutes, épisode Claire obscure de Franck Apprederis

#### Téléfilms
- 1976 : Cinéma 16 : La Manipulation de Denys de La Patellière
- 1986 : Azizah, la fille du fleuve, téléfilm de Patrick Jamain

## Théâtre
- 1953 : Le Gardien des oiseaux de François Aman-Jean, mise en scène Sacha Pitoëff, Théâtre des Noctambules
- 1953 : Du plomb pour ces demoiselles de Frédéric Dard, mise en scène Georges Vitaly, Théâtre du Grand-Guignol
- 1955 : Le Petit Arpent du bon Dieu d'Erskine Caldwell, mise en scène José Quaglio, Théâtre de l'Ambigu
- 1961 : Football de Pol Quentin et Georges Bellak, mise en scène Michel Fagadau, Théâtre de la Gaîté-Montparnasse
- 1961 : Spéciale Dernière de Ben Hecht et Mac Arthur, mise en scène Pierre Mondy, Théâtre de la Renaissance
- 1966 : Ce soir à Samarcande de Jacques Deval, mise en scène Jean Piat, Théâtre de Paris

## Doublage

### Cinéma

#### Films
- Gene Hackman dans :
  - Le Grand Défi : Norman Dale
  - Split Decisions : Dan McGuinn
  - Mississippi Burning : Rupert Anderson
  - Opération Crépuscule : Sgt. Johnny Gallagher
  - Bons baisers d'Hollywood : Lowell Kolchek
  - Affaire non classée : Jedediah Tucker Ward
  - La Firme : Avery Tolar
  - Mort ou vif : John Herod
  - USS Alabama : Frank Ramsey
  - Get Shorty : Harry Zimm
  - Mesure d'urgence : Dr Lawrence Myrick
  - The Birdcage : Le sénateur Keeley
  - Les Pleins Pouvoirs : Le président Richmond
  - Ennemi d'État : Brill / Edward Lyle
  - L'Heure magique : Jack Âmes
  - Suspicion : Henry Hearst
  - Braquages : Joe Moore
  - Le Mexicain : Arnold
  - La Famille Tenenbaum : Royal Tenenbaum
  - Beautés empoisonnées : Williams B. Tensy
- Robert Duvall dans :
  - Bullitt : Weissberg
  - Chute libre : Détective Martin Prendergast
  - Geronimo : Le Chef des scouts Al Sieber
  - Le Journal : Bernie White
  - Les Aventuriers de l'or noir : M. Cox
  - Phénomène : Doc Brunder
  - Préjudice : Jerome Facher
  - 60 secondes chrono : Otto
  - À l'aube du sixième jour : Dr Griffin Weir
  - John Q : Le lieutenant Frank Grimes
- Lance Henriksen dans :
  - Un après-midi de chien : Murphy
  - Rencontres du troisième type : Robert (1er doublage)
  - L'Étoffe des héros : Walter Schirra
- Richard Jaeckel dans :
  - Les Douze Salopards : Le Sergent Clyde Bowren
  - Pat Garrett et Billy le Kid : Shérif Kip McKinney
- Dick Miller dans :
  - Le Voyage : Cash
  - Dressé pour tuer : Amiral Trainer
- Burt Reynolds dans :
  - Tout ce que vous avez toujours voulu savoir sur le sexe sans jamais oser le demander : Le standardiste
  - Les Bootleggers : Gator McKlusky
- Michael Coles dans :
  - Dracula 73 : L'inspecteur Murray
  - Dracula vit toujours à Londres : L'inspecteur Murray
- Joe Don Baker dans :
  - Échec à l'organisation : Cody
  - GoldenEye : Jack Wade
- Craig T. Nelson dans :
  - Faut s'faire la malle : Le député Ward Wilson
  - Osterman week-end : Bernard Osterman
- 1963 : Goliath et l'Hercule noir : le deuxième homme à cheval donnant à boire à la princesse Cori[Qui ?]
- 1965[4] : Le Californien : Carey Macklin (Ron Hagerthy)
- 1965 : Le Cher Disparu : voix de divers personnages secondaires
- 1966 : Trois Cavaliers pour Fort Yuma : l'homme de main de Riggs jouant de la guitare[Qui ?]
- 1967 : La Route de l'Ouest : Mr. Turley (Paul Lukather)
- 1967 : La Guerre des cerveaux : le jeune homme participant au test de la résistance humaine (Robert Deman)
- 1967 : Comment réussir en amour sans se fatiguer : Ted Gunter (Chester Yorton)
- 1967 : La Malédiction des Whateley : Tait (Bernard Kay)
- 1968 : Destination Zebra, station polaire : le lieutenant Edgar « Ed » Hackett (Sherwood Price)
- 1968 : Trahison à Stockholm : Max (Paolo Gozlino)
- 1968 : Le Gang de l'oiseau d'or : le garde du corps de David Hollister (Terence Mountain)
- 1968 : L'Enfer de la guerre : Aldo (Giampiero Albertini)
- 1968 : Pendez-les haut et court : Ben (Richard Gates)
- 1968 : Bataille au-delà des étoiles : Le Lieutenant Morris (Jack Morris)
- 1968 : Quand les aigles attaquent : le sergent Joke McPherson (Neil McCarthy)
- 1969 : Filles et show business : le shérif (Med Flory)
- 1970 : Le Maître des îles : le matelot du Carthaginia[Qui ?]
- 1970 : Tick Tick Tick et la violence explosa : Joe Warren (Mills Watson)
- 1971 : Orange mécanique : Julian, le garde du corps de Mr Alexander (David Prowse)
- 1971 : Big Jake : O'Brien (Glenn Corbett)
- 1971 : Rio Verde : Le Capitaine Tyler (Edward Faulkner)
- 1971 : Deux Hommes dans l'Ouest : Leaky (Lee De Broux)
- 1971 : Le Phare du bout du monde : Montefiore (Renato Salvatori)
- 1971 : Confession d'un commissaire de police au procureur de la république : le policier moustachu informé par téléphone[Qui ?]
- 1971 : Captain Apache : Al (Dee Pollock)
- 1971 : Black Killer : un des hommes des O'Hara abattus par Collins[Qui ?]
- 1971 : La Loi du milieu : Con McCarty (George Sewell)
- 1971 : Un homme à respecter : l'employé du casino[Qui ?]
- 1971 : Si tu crois fillette : Grady (William Campbell)
- 1971 : Le Baron rouge : Hermann Göring (Barry Primus)
- 1971 : Police Magnum : un agent noir des services (Walter Davis)
- 1972 : Les Collines de la terreur : Earl Hooker (Richard Jordan)
- 1972 : Cosa Nostra : Gap (Walter Chiari)
- 1972 : Et maintenant, on l'appelle El Magnifico : Liguett, le surveillant de la prison (Jean Louis)
- 1972 : Les Nouveaux Exploits de Shaft : Cooper (Dan Hannafin)
- 1972 : Massacre : Mario Felice (Norman Alfe)
- 1972 : Gunn la gâchette : Le Lieutenant Hopper (Julian Christopher)
- 1972 : Far West Story : un shérif (Álvaro de Luna)
- 1973 : American Graffiti : Joe Young (Bo Hopkins)
- 1973 : L'Arnaque : Mottola (James J. Sloyan)
- 1973 : Papillon : le garde sur le bateau (Len Lesser)
- 1973 : Serpico : Rudy Corsaro (Richard Foronjy)
- 1973 : Opération Dragon : Rooper (John Saxon)
- 1973 : La Poursuite implacable : Milo Ruiz (Fabio Testi)
- 1973 : Le Fauve : le 1er gangster aux cheveux blonds (Glenn Wilder)
- 1973 : Le Voleur qui vient dîner : Ted (Michael Murphy)
- 1973 : Don Angelo est mort : Fagin (Robert Sutton)
- 1974 : Tremblement de terre : Sam Amici (Gabriel Dell)
- 1974 : Terreur sur le Britannic : Hollingsworth (Mark Burns)
- 1974 : Foxy Brown : Bunion (Fred Lerner)
- 1974 : La Tour infernale : Un technicien (Peter Culliton) (1er doublage)
- 1974 : Mr. Majestyk : Julio Tomas (Bert Santos)
- 1974 : Sugarland Express : Jessup (Steve Kanaly)
- 1974 : Contre une poignée de diamants : l'adjoint de Chestermann[Qui ?]
- 1974 : Le Retour du dragon[5] : Martin (Christopher Dark)
- 1975 : Une bible et un fusil : Red (Jack Colvin)
- 1975 : La Fugue : Marv Ellman (Anthony Costello)
- 1975 : Doc Savage arrive : Colonel John « Renny » Renwick (William Lucking)
- 1975 : Le Tigre de papier : l'officier s'adressant à l'ambassadeur japonais[Qui ?]
- 1975 : Lepke, le caïd : Albert Anastasia (Gianni Russo)
- 1976 : L'inspecteur ne renonce jamais : Un sergent de l'armée (Glenn Leigh Marshall)
- 1976 : Marathon Man : le mécanicien (Shawn McAllister)
- 1976 : Assaut : Napoleon Wilson (Darwin Joston)
- 1977 : La Fièvre du samedi soir : Un flic[Qui ?] (1er doublage)
- 1977 : Croix de fer : Schütze Maag (Burkhard Driest)
- 1977 : Le Convoi de la peur : le témoin de l'accident de voiture[Qui ?]
- 1977 : Le Toboggan de la mort : Keefer (Harry Guardino)
- 1978 : La Fureur du danger : Cully (James Best)
- 1978 : Driver : Lunettes (Joseph Walsh)
- 1978 : Doux, dur et dingue : Schyler (Bruce Scott)
- 1978 : Faut trouver le joint : l'inspecteur Clyde (Karl Johnson (en))
- 1978 : American College : Daniel Simpson « D-Day » Day (Bruce McGill)
- 1978 : Graffiti Party : le sergent (Frank McRae)
- 1979 : Voyage au bout de l'enfer : Axel (Chuck Aspegren)
- 1979 : Cactus Jack : Doigt Écrasé (Robert Tessier)
- 1979 : Airport 80 Concorde : Peter O'Neill (David Warner)
- 1979 : Le Champion : voix secondaires
- 1979 : Tom Horn : Joe Belle (Billy Green Bush (en))
- 1979 : Yanks : un soldat aux cuisines[Qui ?]
- 1979 : Le Secret de la banquise : Larsen (Hagen Beggs)
- 1979 : Terreur sur la ligne : Bill (Michael Champion)
- 1979 : L'Homme en colère : voix secondaires
- 1980 : American Gigolo : Inspecteur Sunday (Hector Elizondo)
- 1980 : Superman 2 : Rocky (Pepper Martin)
- 1980 : Les Loups de haute mer : Harris (Tim Bentinck)
- 1980 : Le Chasseur : Pete Spota (Richard Venture)
- 1980 : Les Chiens de guerre : Terry (Ed O'Neill)
- 1980 : Ça va cogner : l'officier Morgan (Michael Talbott)
- 1980 : La Bidasse : Johnny Rourke (George Roberts)
- 1981 : L'Arme à l'œil : le lieutenant (Stephen MacKenna)
- 1981 : Le Solitaire : le patron-barman du Green Mill (Mike Genovese)
- 1982 : Rocky III : L'Œil du tigre : Thunderlips (Hulk Hogan)
- 1982 : The Thing : Childs (Keith David)
- 1982 : Y a-t-il enfin un pilote dans l'avion ? : Le Sergent (Chuck Connors)
- 1982 : La Féline : Joe Creigh (Ed Begley Jr.)
- 1982 : 48 heures : le 2e policier (Chris Mulkey)
- 1983 : Vigilante : Burke (Richard Bright)
- 1983 : Tonnerre de feu : Kress (Jack Murdock)
- 1983 : Le Dernier Testament : Tom Wetherly (William Devane)
- 1984 : L'Aube rouge : Lieutenant-colonel Andrew Tanner (Powers Boothe)
- 1984 : Le Bounty : William Cole (Bernard Hill)
- 1985 : After Hours : Le propriétaire du restaurant casher (Victor Argo)
- 1985 : Sale temps pour un flic : Dorato (Dennis Farina)
- 1986 : Le Clochard de Beverly Hills : Sidney Waxman (Paul Mazursky)
- 1986 : L'Affaire Chelsea Deardon : Cavanaugh (Brian Dennehy)
- 1986 : Hannah et ses sœurs : Norman (Tony Roberts)
- 1986 : Comme un chien enragé : Boyd (J.C. Quinn)
- 1987 : Over the Top : Le Bras de fer : Smasher (Magic Schwarz)
- 1987 : Sens unique : Major Donovan (Jason Bernard)
- 1987 : Mannequin : le premier patron[Qui ?]
- 1988 : Un poisson nommé Wanda : George Thomason (Tom Georgeson)
- 1989 : Le Cercle des poètes disparus : M. Perry (Kurtwood Smith)
- 1989 : Flic et Rebelle : Finch (Bill Smitrovich)
- 1990 : Le Flic de Miami : le sergent Bill Henderson (Charles Napier)
- 1991 : Larry le liquidateur : Arthur (R. D. Call)
- 1991 : L'Arme parfaite : Capitaine Carl Sanders (Beau Starr)
- 1991 : Pensées mortelles : Dominic, le père de Joyce (Frank Vincent)
- 1991 : Troubles : Dr. Berkus (Theodore Bikel)
- 1992 : Basic Instinct : Le lieutenant Walker (Denis Arndt)
- 1992 : Les Experts : Budy Wallace (Eddie Jones)
- 1992 : La Nuit du défi : 'Honey' Roy Palmer (Louis Gossett Jr.)
- 1992 : Freddie, agent secret : El Supremo (Brian Blessed)
- 1993 : Meurtre mystérieux à Manhattan : Paul House (Jerry Adler)
- 1993 : Proposition indécente : M. Shackleford (Seymour Cassel)
- 1994 : Absolom 2022 : Le Directeur (Michael Lerner)
- 1994 : Le Prince de Jutland : Æthelwine (Brian Cox)
- 1994 : Highlander 3 : Vorisek (Vlasta Varna)
- 1994 : Danger immédiat : James Cutter (Harris Yulin)
- 1995 : Casino : Pat Webb (L.Q. Jones)
- 2000 : Droit au cœur : Angelo Pardipillo (Robert Loggia)
- 2000 : The Yards : Manuel Sequiera (Tomás Milián)
- 2001 : Ocean's eleven : Saul Bloom (Carl Reiner)
- 2002 : La Vengeance de Monte-Cristo : Abbé Faria (Richard Harris)

### Télévision

#### Téléfilms
- Charles Bronson dans :
  - Tel père... tel flic ! : Paul Fein
  - Le justicier braque la mafia : Paul Fein
  - Le justicier reprend les armes : Paul Fein
- 1966[6] : Un nommé Kiowa Jones : Morgan (Val Avery)
- 1973 : Chantage à Washington : le lieutenant Chambers (Warren J. Kemmerling)

#### Séries télévisées
- 1978-1991 : Dallas : Ray Krebs (Steve Kanaly)
- 1983 : L'Agence tous risques : Miler Crane (Michael Ironside) épisode La Guerre des Taxis
- 1984 : V : La Bataille finale : Chris Faber (Mickey Jones)
- 1985 : MacGyver (saison 1, épisode 5) : Jack Devlin (Vernon Wells)
- 1984-1987 : Mike Hammer : Capitaine Pat Chambers (Don Stroud)
- 1993-1994 : Loïs et Clark : Les Nouvelles Aventures de Superman : Jason Trask (Terrence Knox)
- 1993-1994, 1999 : X-Files : Gorge Profonde (Jerry Hardin)
- 1997 : La Seconde Guerre de Sécession : Mel Burgess (Dan Hedaya)